# Вале-Кампоерболо (Сондрио)
Вале-Кампоерболо је насеље у Италији у округу Сондрио, региону Ломбардија.
Према процени из 2011. у насељу је живело 27 становника. Насеље се налази на надморској висини од 810 м.